# HE 0107-5240

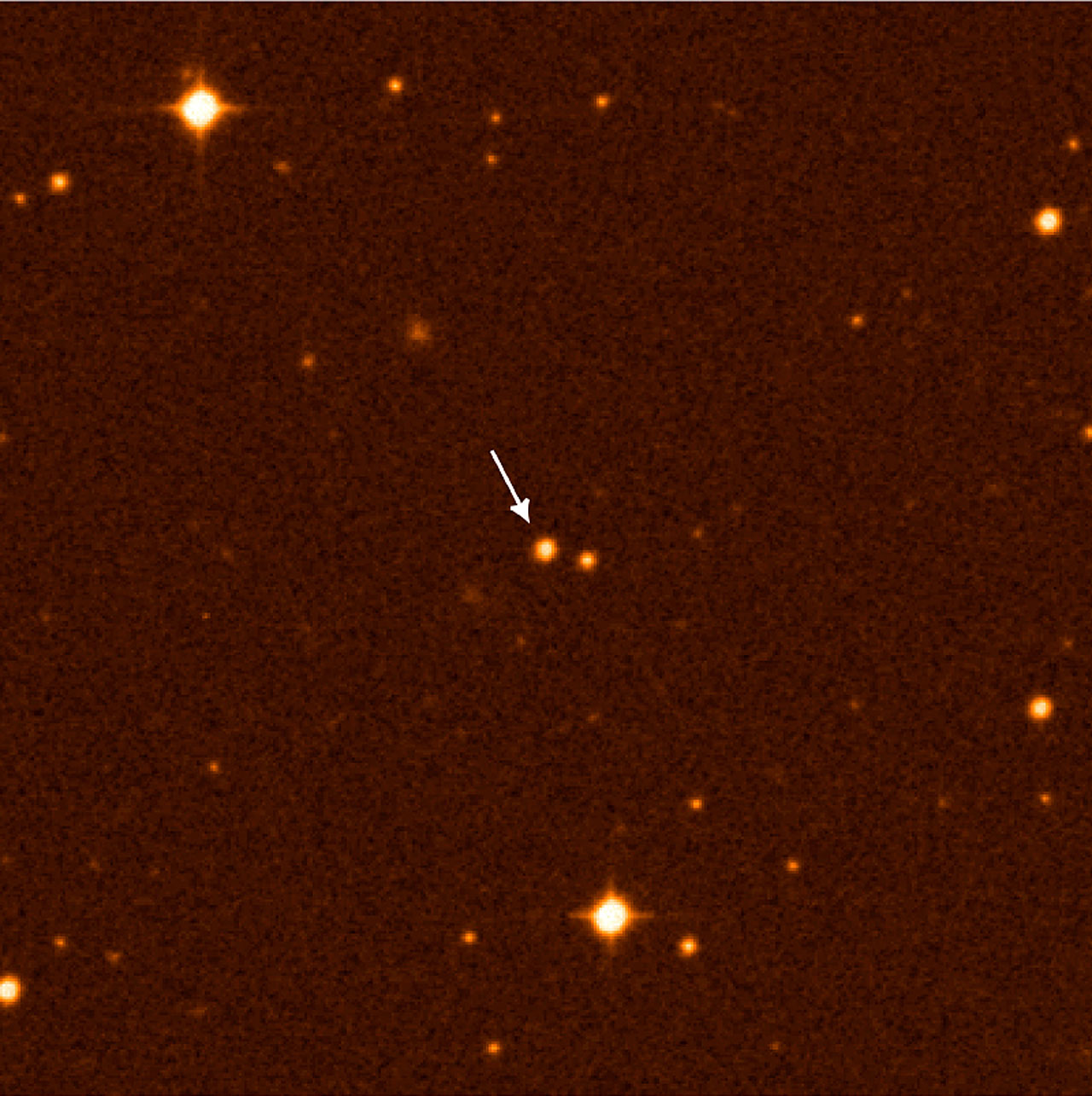
Imagen de la estrella descubierta por el Observatorio Europeo Austral (ESO por su siglas en inglés)

HE 0107-5240 (2MASS J01092916-5224341) es una estrella en la constelación de Fénix de magnitud aparente +15,17. Es una estrella muy alejada del sistema solar, estando situada a unos 36 000 años luz. Descubierta en 2002 durante un sondeo de la Universidad de Hamburgo/ESO, es una de las estrellas conocidas con menor contenido metálico.

## Características físicas
HE 0107-5240 es una estrella gigante del halo galáctico con una temperatura efectiva de 5100 ± 150 K.
Se considera que puede ser una estrella post-AGB de la Población estelar II —similar a ciertos tipos de estrellas RV Tauri— con una masa de 0,8 masas solares.
Su metalicidad —abundancia relativa de elementos más pesados que el helio en una estrella— es de sólo 1/200 000 de la que posee el Sol ([Fe/H] = -5,2 ± 0,2).
Es una de las estrellas más antiguas descubiertas hasta la fecha y se piensa que su edad puede ser de unos 13 000 millones de años, estimándose que se habría formado unos 200 millones de años después del Big Bang.

## Contenido metálico
Se piensa que HE 0107-5240 es una estrella de carbono que ha creado su propio 12C por fusión nuclear de helio y subsiguiente mezcla del material procesado, presumiblemente en un flash de helio durante su paso por la rama asintótica gigante (RAG). 
Otra posible explicación es que el carbono provenga de una compañera más masiva, hoy convertida en enana blanca, que en el pasado evolucionó en una estrella de carbono.
Las relativas sobrebundancias de carbono y oxígeno, y posiblemente sodio, de HE 0107-5240, pueden explicarse por transferencia de masa desde una compañera durante su fase RAG; este escenario de transferencia de masa ha sido propuesto como la explicación probable para las llamadas estrellas CH pobres en metales.
Sin embargo, no se han observado variaciones en la velocidad radial de HE 0107-5240 indicativas de la presencia de dicha acompañante.
Dado que HE 0107-5240 tiene pequeñas cantidades de elementos más pesados, no pertenece a la primera generación de estrellas, la hipotética Población III.
Aunque algunos estudios sugieren que esta población estaba formada por estrellas muy masivas de hasta 1000 masas solares, otras investigaciones indican que entre estas estrellas había objetos de baja masa, comparable a la del Sol; las más masivas habrían desaparecido en unas decenas de millones de años, pero las menos masivas podrían ser observables en la actualidad.
Estas estrellas primigenias convirtieron el hidrógeno, helio y litio formados en el Big Bang en elementos más pesados como carbono, oxígeno y distintos metales.
HE 0107-5240 probablemente se formó a partir de una nube de gas con una abundancia metálica correspondiente a [Fe/H] ≈ -5,3.
La abundancia de elementos más pesados que el magnesio concuerda con una estrella de 20 - 25 masas solares que explotó como una supernova de tipo II, indicando que la nube de gas a partir de la cual se formó HE 0107-5240 podría haber sido enriquecida por dicha supernova.
Otra posible explicación es que se formara a partir de una nube de gas de metalicidad cero, proviniendo su actual contenido metálico de los repetidos tránsitos a través del disco galáctico.